# Club olympique Creusot Bourgogne
Maillots
Actualités
Le Club olympique Creusot Bourgogne, anciennement appelé Club olympique creusotin ou CO Le Creusot est un club français de rugby à XV qui évolue en Fédérale 2 depuis 2009.

## Histoire
Le club est né le 5 septembre 1901 sous le nom Cercle sportif creusotin. Les premières couleurs du club étaient le bleu et le blanc.
Le 28 octobre 1920, le club devient Club olympique creusotin (date officielle : 14 janvier 1921) et adopte ses couleurs définitives : bleu et rouge.
En 1972, André Buonomo arrive au club. C'est un jeune joueur de 22 ans venu de Béziers. Il sera entraîneur-joueur sept années durant.
En 1987, le club est invité à participer au challenge Yves du Manoir, où pour sa première participation, il se hisse en quart de finale de la compétition, battu par Grenoble, futur vainqueur de l'épreuve.
L'année suivante, il sera éliminé en huitième de finale de l'épreuve face au Stade toulousain.
Malgré, ses deux qualifications consécutives, le club ne sera plus invité dans cette compétition.
Le club rejoint l'élite en 1989.
Deux ans plus tard, deux joueurs se révèlent au grand public, Džoni Mandić et Gregory Kacala. Ces deux joueurs rejoindront l'aventure des « Mammouths de Grenoble »,,, privés du Bouclier de Brennus dans une sombre affaire.
La même année, c'est la descente du COC du groupe A, le plus haut niveau du rugby français, en groupe B de 1re division.
En 1995, c'est la descente du COC en deuxième division (le troisième niveau hiérarchique du rugby français à l'époque), aussi le club fusionne avec le club voisin le Stade montchaninois devenant le RC Creusot Montchanin Bourgogne. Cette fusion entre les deux « frères ennemis » permettra au club de remonter en Élite 2 en 2000 mais cette fusion échoue et se termine finalement l'année suivante.
En 2007, le club monte de Fédérale 3 en Fédérale 2.
En 2009, Après une année passée en Fédérale 3 le club remonte en fédérale 2
En 2010, le club se maintient en Fédérale 2.
En 2011, le club se maintient en terminant 8e de la poule 2.
En 2012, le club se maintient en finissant 7e de la poule 1.
En 2013, le club est relégué en Fédérale 3 mais est ensuite repêché lors du congrès de la FFR et repartira en Fédérale 2 pour la saison 2013/2014.
En 2015, le club se maintient et finit 7e de leur poule.
En 2016, le club se maintient en finissant 6e de leur poule leur meilleur résultat depuis 2008.
En 2017, le club termine 9e de la poule 3 mais il ne sera pas relégué en fédérale 3 car les poules de fédérale 2 vont passer de dix à douze équipes.
En 2018 sous l'impulsion de nouveaux coachs le trio Lefèvre, Répy, Rouchon l'équipe termine 6e sur 12 et signe sa meilleure saison depuis son retour en fédérale 2.
En 2019 avec l'impulsion de Nicolas Pommerel et d'Eric Catinot l'équipe première progresse encore et se qualifie pour les phases finales 
En 2020 l'équipe est classée troisième de poule avant que le championnat ne soit interrompu par l'épidémie de coronavirus.Le club refuse la montée proposée par la FFR en fédérale 1.

## Identité visuelle

### Logo

Évolution du logo
Ancien logo.
Ancien logo.
Logo actuel.

## Palmarès
| Compétitions nationales | Compétitions régionales                                                             | Autres compétitions |
| - Championnat de France : - 1/8 de finaliste : 1987 (défaite contre le CA Brive 15-15 et 15-26) - Championnat de France de D2 : - Finaliste : 1973 (défaite contre le CS Bourgoin-Jallieu 6-10) - Championnat de France Première Division Groupe B : - Finaliste : 1984 (défaite contre le CS Bourgoin-Jallieu) - Challenge Yves du Manoir : - 1/4 de finaliste en 1987 - Challenge de l'Espérance : - Vainqueur : 1986 | - Championnat de Bourgogne : - Vainqueur : 1926, 1930, 1939, 1941, 1944, 1945, 1946 | - Challenge Leydier : - Finaliste : 2009 - Championnat de France de rugby paquet : - Vice-champion : 2011 (catégorie +35 ans) - Championnat de France open de rugby à toucher : - Vainqueur : 2012 |

## Budget
| Saison   | 2016-2017  | 2017-2018  | 2018-2019  |
| Budget   | 450 k€     | 500 k€     | ?k€        |
| Division | Fédérale 2 | Fédérale 2 | Fédérale 2 |

## Personnalités du club

### Joueurs emblématiques

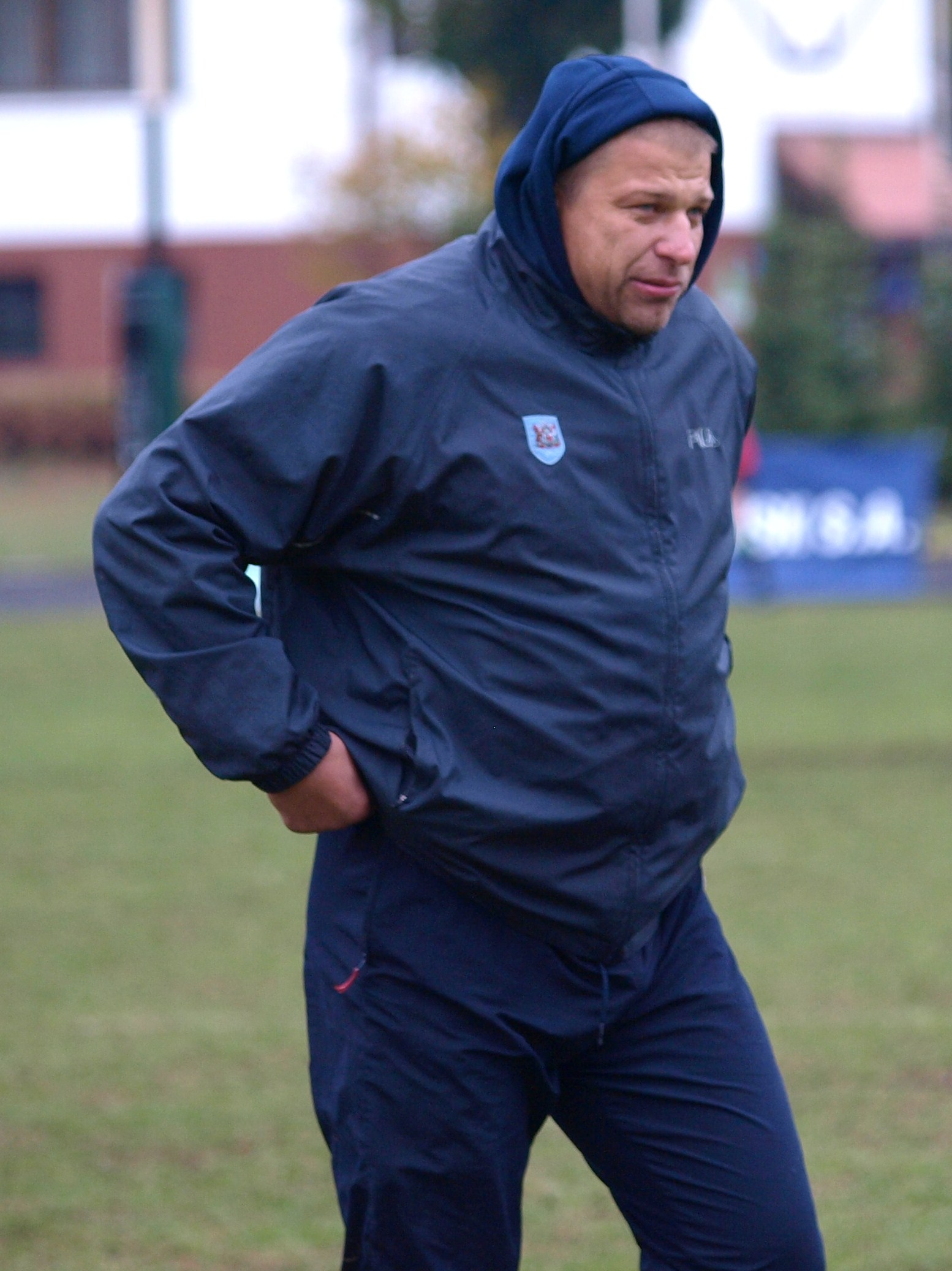
L'international polonais Gregory Kacala, l'un des symboles du club.

- Gilles Delaigue, centre, international français en 1973.
- Daniel Kaczorowski, 3e ligne aile, international français le 19 janvier 1974.
- Alexandre Lapandry, troisième ligne aile, formé au COC.
- Gregory Kacala, troisième ligne, international polonais[7].
- Džoni Mandić, troisième ligne centre.
- André Buonomo, champion de France en 1972 avec l'AS Béziers.
- Sébastien Kuzbik
- Didier Retière, pilier puis entraineur.
- Philippe Destribats, ouvreur.

### Entraîneurs
- 1969-1971 :  Roger Rousseau
- 1971-1972 :  Louis Ponel
- 1972-1977 :  André Buonomo
- 1977-1978 :  Dupré
- 1978-1980 :  Bernard Nectoux et  Louis Ponel
- 1980-1981 :  Bernard Laboure et  JM.Loreau
- 1981-1984 :  Bernard Labouré
- 1984-1987 :  Gérard Verdoulet
- 1991-1993 :  Jean-Paul Pelloux et  Philippe Marguin
- 2006-2007 :  Jean-François Izydorczyk et  Roch Gilot
- 2007-2010 :  Régis Fribourg et  Thierry Casasréales
- 2011-2013 :  Wilfrid Gauthier et  Sylvain Guyon
- 2013-2014 :  Wilfrid Gauthier,  Sylvain Guyon et  Gael Redon
- 2014-2015 :  Christophe Vojetta et  Gael Redon
- 2015-2017 :  Christophe Vojetta et  Cédric Borgeot
- 2017-2018 :  David Fleurance
- 2018-2019 :  Yannick Répy,  Julien Lefèvre (avants), Romain Rouchon (arrières), David Fleurance (directeur sportif)
- 2019-2020 :  Nicolas Pommerel, Eric Catinot   Lionel Bazenet
- 2020-2021 :  Eric Catinot   Julien Loreau,  Lionel Bazenet

## Présidents
- 1960-1966 :  Raymond Bené
- 1966-1967 :  Jean Bourgeois
- 1967-1972 :  Marcel Lagoutte
- 1972-1974 :  André Roquain
- 1974-1977 :  Robert Chazette
- 1977-1979 :  Roger Rousseau
- 1979-1986 :  Maurice Delorme
- 1986-1989 :  Jean-Claude Clair
- 1989-1995 :  Robert Boisseau
- 1995 :  Guy Arnoud et  Claude Vernochet
- 2003-2006 :  Jean-Jacques Soulier
- 2007 :  Jean-Pierre Moreau et  Alexandre Agnani
- 2009 :  Jean-Pierre Moreau
- 2010-2014 :  Jean-Claude Bourdiau et  Michel Popille
- 2014-2015 :  Jean-Claude Bourdiau et  André Ferrari
- 2016- :  Jean Paul Pelloux et  Pierre Doucet